# Powódź na Alasce (2009)
Powódź na Alasce – seria powodzi, które miały miejsce na Alasce, w obszarze rzek Jukon, Chenay, Tanany, Kuskokwim i Susitny. Powodzie miały miejsce w  maju 2009 roku. Powodzie powstały w wyniku dużych opadów śniegu w zimie oraz wystąpieniu na wiosnę wyższych temperatur od średniej wieloletniej. Wysoki poziom wód występował na skutek powstawania zatorów lodowy.

## Przyczyny
Zima na przełomie lat 2008 i 2009 przyniosła niezwykle duże opady śniegu. W Kotzebue, które położone jest nad wybrzeżem Morza Beringa, pokrywa śniegowa osiągała poziom 102 cm, przy średniej, która wynosi 40 cm.
W innych miejscach pokrywa śniegowa również była wyższa od średniej. W Fairbanks wyniosła 181,61 cm (71,5 cala), niska temperatura w pierwszych trzech miesiącach roku zapobiegła przedwczesnym roztopom śniegu.
Śnieg spadł również w dużych ilościach na jednostkę osadniczą Lake Minchumina oraz na Góry Alaska.
W okolicach Eagle, lód na rzece Jukon osiągnął grubość 140 cm (55 cali) czyli o ponad 40% więcej niż wynosi norma.
W połowie kwietnia National Weather Service wyraziło obawy, że topniejący śnieg może doprowadzić do powodzi. .
W Fairbanks oraz w interiorze Alaski temperatura poniżej zera występowała do kwietnia. Do 26 kwietnia temperatura nie przekraczała 10 °C Po tym dniu nastąpił gwałtowny wzrost temperatury. 28 kwietnia na lotnisku w Fairbanks śnieg uległ stopieniu. Następnego dnia w Fairbanks temperatura wyniosła 23 °C, a 30 kwietnia termometry w mieście pokazały temperaturę 24 °C (najwyższa odnotowana temperatura dla tego miesiąca). Wysokie temperatury odnotowano także w Eagle, Delta Junction i w innych miastach centralnej Alaski.
W mniej niż jeden tydzień na obszarze centralnej Alaski zaczęły wylęgać się komary. Wzrost temperatury był tak szybki, że 1 maja wystąpiły pierwsze pożary lasów. Już w tym czasie rzeki w całej centralnej Alasce powodowały powodzie

## Dolina Tanana
Dolina Tanana była pierwszym obszarem Alaski, który został dotknięty przez wiosenne powodzie. 28 kwietnia lód na rzece Salcha spowodował zator, woda zalała dolinę i nisko położone obszary miasta Salcha. Wysokie temperatury wystąpiły również w kilku kolejnych dniach, zator z lodu na rzece został powiększony, kilka rodzin zostało zmuszonych do opuszczenia swoich domów przez rosnący poziom wody. Wały przeciwpowodziowe w pobliżu rzeki wzmacniane były workami z piaskiem. W Salcha zatory lodowe puściły 30 kwietnia, powodując, że poziom wody dramatycznie spad. Rekordowe temperatury w tym dniu spowodowały, że tamy z lodu powstawały na innych rzekach w rejonie doliny.
Na rzece Chatanika, tamy lodowe spowodowały powódź, która zagrażała wielu domom; gdy zatory lodowe puściły poziom wody zaczął opadać. 1 maja prawie cały Okręg Fairbanks North Star był zagrożony powodzią. W jednostce osadniczej Fox małe strumienie spowodowały powodzie, niektóre domy musiały zostać ewakuowane. Powodzie wystąpiły również w North Pole oraz na obszarach wiejskich okręgu.
W dniu 2 maja wysoka woda na rzece Chena spowodowała, że w Fairbanks niżej położone tereny zostały zalane. Wysoka woda przyczyniła się do tego, że Korpus Inżynieryjny Armii Stanów Zjednoczonych rozważna  budowę struktur obronnych przed powodziami (Chena River Lakes Flood Control Project) w Fairbanks. 5 maja woda zaczęła opadać w Fairbanks oraz na otaczających terenach, poziom w rzece Tanana wrócił do normy a powódź następnie nawiedziła rejon rzeki Jukon.
W okolicach osady Nenana, doszło do zerwania się barki z miejsca cumowania, która płynęła w dół rzeki Jukon, gdzie została zatrzymana przy użyciu helikoptera.

## Kuskokwim
Dnia 6 maja, wiele tam lodowych utworzyło się na rzece Kuskokwim w pobliżu miejscowości Upper Kalskag oraz Lower Kalskag. Topiące się zapory lodowe spowodowały nasilenie się rzeki na obszarach obu wsi, a także zmusiła mieszkańców do walki z wodą. . Później zapora lodowa puściła i popłynęła w dół rzeki, gdzie ponownie utworzyły się zapory lodowe, tym razem w okolicach miasta Akiak. W wyniku powodzi ewakuowano ponad 10% mieszkańców miasta w pobliżu Bethel, a wielu pozostałych mieszkańców musiało szukać schronienia w lokalnej szkole
.

## Susitna
Dnia 3 maja zapory lodowe utworzyły się na rzece Susitna, powodując zalanie węzła kolejowego Alaska Railroad. Duże kawałki lodu zalegały na torowisku, utrudniając tym samym naprawę linii kolejowej. Zdarzenie to spowodowało, że szlak kolejowy pomiędzy Fairbanks i Anchorage był zamknięty do 7 maja, kiedy to zostały zakończone wszystkie prace naprawcze i zostały przywrócone usługi kolejowe.

## Jukon
Dnia 3 i 4 maja lód na rzece Jukon w pobliżu granicy między Alaską a Kanadą zaczął pękać. Kawałki lody zaczęły płynąc w stronę miasta Eagle, które położone jest na zachód od granicy. 4 maja duże ilości lodu spowodowały powstanie tam lodowych około 16 km w dół rzeki od Eagle. Wysoki poziom rzeki, który był następstwem wystąpienie w poprzednim tygodniu wysokich temperatur i topnienia się śniegu, spowodowała zalanie miasta. Duże kawałki lodu zostały przesunięte w rejon miasta Riverbank, gdzie znajduje się mur oporowy a lód rozbił się o sklepy i budynki. Rdzenia ludność Alaski mieszkające we wsi Eagle (ang. Eagle Village) została poważnie dotknięta przez powódź, wieś została zalana i zniszczona przez bloki lodowe. W mieście Eagle powódź spowodowała spustoszenie oraz 120 osób było pozbawionych domów.
Wysoka woda następnie nawiedziła miejscowości, które znajdowały się w środkowym biegu rzeki. 7 maja powódź uderzyła w Fort Yukon. Mimo że poziom rzeki był wyższy o 120 cm, nie spowodowało to żadnych uszkodzeń w innych miastach położonych nad Jukonem. W innych miejscowościach wystąpiły drobne podtopienia i niektórzy mieszkańcy zostali ewakuowani z domów do szkól i miejscowości Fort Yukon Air Force Station.
W dolnym biegu rzeki powódź uderzyła we wsie po tygodniu od puszczenia tam lodowych w Eagle. 16 maja zostały dotknięte wsie Grayling, Holy, Cross i Nulato.

## Reakcja
Pierwsze pomoce na skutek wystąpienia powodzi były organizowane przez ludzi oraz organizacje, które działają w rejonie katastrofy. Większość pomocy była skierowana dla mieszkańców Eagle, ale również dla Akiak i wsi Stevens.
3 maja pracownicy National Park Service z siedzibą w Yukon-Charley Rivers National Preserve w Eagle, wsparli mieszkańców miasta, których domy zostały zalane. Dostawa wody i żywności została dostarczona 5 maja do wsi Eagle, następnego dnia przybyli na miejsce urzędnicy z Wydziału Bezpieczeństwa Alaski (ang. Alaska Division of Homeland Security and Emergency Management), którzy zarządzali pomocą z siedziby w szkole w Eagle. W czwartek, 7 maja helikopter National Park Service, sprawdzał miejsce odizolowane, gdzie przebywali ludzie .
6 maja gubernator Sarah Palin ogłosiła region rzek Jukon, Kuskokwim, Kobuk i Susitna za obszar klęski żywiołowej.
W Fairbanks, obywatele przekazali 3175 kg darowizn na pomoc mieszkańcom Eagle. Suma darowizn była tak duża, że linie lotnicze, które dobrowolnie przesyłały je do Eagle, miały problem z ich transportem. 7 maja całkowita suma przekazanych darowizn wyniosła 4763 kg.
10 maja rządowa pomoc zaczęła docierać do dotkniętych klęską terenów. Do Akiak nad rzeką Kuskokwim zostało dostarczone paliwo, woda pitna, żywność i inne przedmioty. Cztery zbiorniki o pojemności 1514 litrów zostały wysłane do Eagle, ponieważ studnie w tym miejscu zostały zanieczyszczone .